# Torpeda G7a
Torpeda G7a – typ niemieckich torped parogazowych kalibru 533 milimetry z czasów II wojny światowej, służących do zwalczania jednostek nawodnych przeciwnika. W roku 1939 torpeda G7a stanowiła standardowe wyposażenie należących do Kriegsmarine U-Bootów, okrętów nawodnych oraz S-Bootów. Jej konstrukcja stanowiła rozwinięcie niemieckich torped G/7 z czasów I wojny światowej, sama stała się natomiast podstawą rozwoju najważniejszych niemieckich torped II wojny światowej G7e. Torpeda ta różniła się od torped stosowanych przez inne marynarki, przez zastosowanie w charakterze paliwa dekaliny (bicyklo[4.4.0]dekan) zamiast kerozyny.
Nie nosząca żadnej nazwy kodowej torpeda G7a oznaczona była jako Aparat nr 12, w swojej podstawowej wersji T1 była typową torpedą kontrolowaną bezwładnościowo, wkrótce jednak w programie FAT opracowano jej wersję oznaczoną jako T1 Fat 1, w programie LUT zaś wersję oznaczoną jako T1 Lut 1/2, w których torpeda nie poruszała się prostoliniowo lecz według z góry ustalonego wzoru.
| Oznaczenie             | T I                                         | T I Fat I                                   | T I Lut I/II                                |
| ---------------------- | ------------------------------------------- | ------------------------------------------- | ------------------------------------------- |
| Typ                    | G7a                                         | G7a                                         | G7a                                         |
| Numer aparatu          | 12                                          | 12                                          | 12                                          |
| Nazwa kodowa           | –                                           | –                                           | –                                           |
| Średnica (cm)          | 53,34                                       | 53,34                                       | 53,34                                       |
| Długość (cm)           | 716,3                                       | 716,3                                       | 716,3                                       |
| Masa (kg)              | 1538                                        | 1538                                        | 1538                                        |
| Ujemna pływalność (%)  | 21                                          | 21                                          | 21                                          |
| Silnik                 | 4-cylindrowy parogazowy                     | 4-cylindrowy parogazowy                     | 4-cylindrowy parogazowy                     |
| Moc                    | 350 KM przy 1470 obr./min                   | 350 KM przy 1470 obr./min                   | 350 KM przy 1470 obr./min                   |
| Prędkość maks. (węzły) | 44                                          | 44                                          | 44                                          |
| Zasięg                 | 5 km / 44 w. 7,5 km / 40 w. 12,5 km / 30 w. | 5 km / 44 w. 7,5 km / 40 w. 12,5 km / 30 w. | 5 km / 44 w. 7,5 km / 40 w. 12,5 km / 30 w. |
| Głowica                | Ka, Kc                                      | Ka, Kc                                      | Ka, Kc                                      |
| Ładunek wybuchowy (kg) | 280                                         | 280                                         | 280                                         |
| Detonator              | Pi1 lub TZ3 z Pi3                           | Pi1 lub TZ3 z Pi3                           | Pi1 lub TZ3 z Pi3                           |
| Program                | –                                           | FAT                                         | LUT                                         |